# Liatongus tuberculicollis
Liatongus tuberculicollis là một loài bọ cánh cứng trong họ Bọ hung (Scarabaeidae).